# Seznam děkanů Fakulty elektrotechniky a komunikačních technologií Vysokého učení technického v Brně
Toto je seznam děkanů Fakulty elektrotechniky a komunikačních technologií Vysokého učení technického v Brně.
1. Jan Kalendovský (1959–1962)
2. Jiří Brauner (1963–1966)
3. Jan Kalendovský (1966–1970)
4. Václav Mareš (1970)
5. Zdeněk Ertinger (1970–1980)
6. Kamil Vrba (1980–1985)
7. Jaromír Brzobohatý (1985–1989)
8. Zdeněk Chalupa (1990–1991)
9. Jiří Kazelle (1991–1997)
10. Jan M. Honzík (1997–2001)
11. Radimír Vrba (2001–2010)
12. Jarmila Dědková (2010–2018)
13. Vladimír Aubrecht (od 2018)